# Chettle House
Chettle House est un manoir de campagne classé Grade I avec une architecture de style Queen Anne à Chettle, North Dorset, Angleterre, à environ 6 milles (10 kilomètres) au nord-est de la ville de Blandford Forum. 

## Histoire

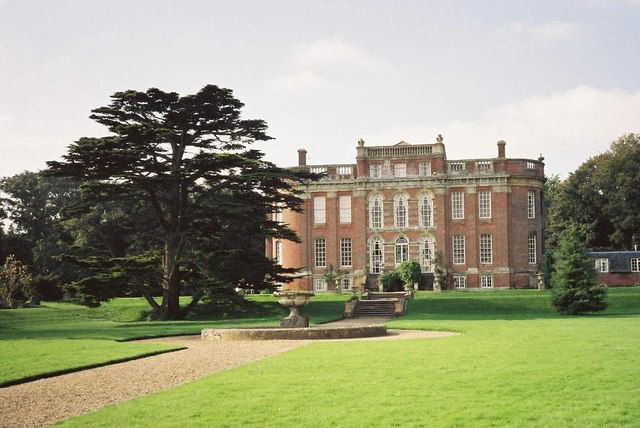
Chettle House, 2001

Il est construit en 1710 pour George Chafin (en), selon les plans de l'architecte Thomas Archer (architecte) (en) , par William et Francis Smith de Warwick .
Le manoir est acheté par le banquier William Castleman en 1846, qui, avec son fils avocat Charles Castleman, construit le premier chemin de fer dans le Dorset en 1845-1847 (le Southampton and Dorchester Railway, connu sous le nom de "Castleman's Corkscrew" en raison de son itinéraire sinueux) . À cette époque, la maison "était une ruine utilisée pour stocker le grain, sans sols, plafonds ou cheminées", selon un rapport de 2019 . Lors des rénovations, la famille modifie une partie de l'aménagement intérieur; avec l'abaissement des ailes nord et sud .
Pevsner l'appelle "la prunelle parmi les maisons du Dorset du début du XVIIIe siècle, et même exceptionnelle à l'échelle nationale en tant que spécimen du baroque anglais" .
En 1946, Esther Bourke hérite de la propriété  et la convertit en une série d'appartements . En 2010, la propriété appartient toujours à la famille Bourke, qui est également propriétaire de longue date de toute la communauté dans une forme de « féodalisme bienveillant »,.
En mai 2015, le manoir est mis en vente à un prix indicatif de 3,95 millions de livres sterling, et bientôt vendu, "réputé pour plus de 50% au-dessus du prix indicatif", et est décrit par Country Life comme "sans doute, la vente de maison de campagne de 2015" .
À la fin de 2020, les propriétaires, Tom et Rosamond Sweet-Escott, reçoivent un prix du Georgian Group l'année précédente pour la restauration qu'ils ont achevée, sous la direction de Hugh Petter .